# Gușter
Gușterul (Lacerta viridis) este o șopârlă lungă răspândită în zona latitudinală medie a Europei din Slovenia și estul Austriei până pe coastele estice ale Mării Negre ce aparțin Ucrainei și Turciei. El este văzut de multe ori lenevind la soare pe stânci sau pe pajiști sau adăpostindu-se în tufișuri.

## Taxonomie
Există o discuție în curs de desfășurare pentru a stabili dacă Lacerta viridis și Lacerta bilineata sunt specii separate. Datele genetice sprijină slab separarea lor în două specii, dar mai trebuie efectuate cercetări.

## Descriere
Șopârla ajunge să aibă o lungime de maxim 15 cm de la vârful botului la cloacă. Are o coadă ce poate crește până ajunge să aibă de aproape două ori lungimea corpului, făcând ca lungimea totală a reptilei să fie de 40 cm. Această șopârlă își leapădă uneori coada (autotomie) pentru a scăpa de apucătura unui prădător, crescându-i din nou mai târziu.
Masculul are un cap mai mare și o piele verde uniformă punctata cu pete mici, care sunt mai pronunțate la spate. Gâtul este albăstrui la adulții de sex masculin și într-o mai mică măsură la adulții de sex feminin. Femela este mai suplă decât masculul și are o colorație uniformă, prezentând adesea între două și patru dungi deschise la culoare mărginite de pete negre.

## Răspândire și habitat
Gușterul este o șopârlă specifică Europei de sud-est. Această specie este răspândită din sudul Germaniei, Austria, estul Italiei, Croația, Bosnia și Herțegovina, Serbia, Muntenegru, Albania și Grecia până în sudul Ucrainei, România, Bulgaria și vestul Turciei. A fost aclimatizată, de asemenea, în statul Kansas din Statele Unite ale Americii. S-au făcut diverse încercări de a aclimatiza gușterul în Marea Britanie încă de la sfârșitul secolului al XIX-lea și o colonie identificată ca L. bilineata a supraviețuit la Bournemouth începând de la sfârșitul anilor 1990. Apare până la altitudini de maxim 2.200 m deasupra nivelului mării, iar habitatul tipic este reprezentat de vegetația stufoasă din păduri, gardurile vii, marginile câmpurilor, diguri și desișuri mărăcinoase. În partea de nord a arealului său poate fi întâlnită în tufișuri, în timp ce în partea de sud preferă zonele umede.

## Comportament
Gușterul trăiește pe sol și în vegetația joasă și densă și îi place să stea la soare, la începutul și la sfârșitul zilei. Se hrănește în principal cu insecte și cu alte nevertebrate mici, dar consumă uneori, de asemenea, fructe, ouă de păsări, pui de păsări, șopârle mici și chiar și șoareci. Primăvara femela depune șase până la douăzeci de ouă care sunt clocite într-un interval cuprins de la două până la patru luni. Puii recent eclozați au culoarea maro și o lungime de la bot la cloacă de 3-4 cm. Ei devin maturi în anul următor, timp în care își dublează dimensiunile.

## Starea de conservare
IUCN consideră gușterul ca fiind o specie cu risc scăzut de dispariție. Acest lucru se datorează faptului că are o gamă largă, că este o specie adaptabilă și că nu au fost identificate amenințări substanțiale la adresa ei. Cu toate acestea, gușterul este afectat în Turcia de utilizarea pesticidelor.

## Legături externe
- Materiale media legate de Lacerta viridis la Wikimedia Commons